# Vanessa kershawi
Espèce
Vanessa kershawi est une espèce de lépidoptères de la famille des Nymphalidae.
Elle est principalement présente en Australie.

## Systématique
L'espèce Vanessa kershawi a été décrite par le paléontologue britannique Frederick McCoy en 1868, sous le protonyme Cynthia kershawi.

### Synonymie
Vanessa kershawi est connu sous les autres combinaisons et synonymes suivants:
- Cynthia kershawi McCoy, 1868
- Pyrameis suffusa Olliff, 1888
- Pyrameis lucasii Miskin, 1889
- Cynthia austral Meredith, 1891

### Noms vernaculaires
En anglais, l'espèce est nommée Australian Painted Lady.

### Taxonomie
Vanessa kershawi fait partie de la famille des Nymphalidae, de la sous-famille des Nymphalinae et de la tribu des Nymphalini.
L'espèce la plus proche est Vanessa cardui, migrateur quasi-cosmopolite qui est presque absent d'Australie, où V. kershawi le remplace.
V. kershawi a parfois été traitée comme une sous-espèce de V. cardui, mais est aujourd'hui le plus souvent considérée comme une espèce distincte.

## Description

### Imago
Vanessa kershawi est assez semblable à Vanessa cardui.
Elle en diffère par ses dessins basaux noirs plus réguliers sur l'aile antérieure, et par le fait que trois des quatre ocelles postdiscaux du dessus de l'aile postérieure sont très nettement pupillés de bleu-gris, alors qu'ils sont généralement entièrement noirs chez V. cardui. 
Au revers, ces quatre ocelles sont moins clairement définis chez V. kershawi que chez V. cardui.

### Chenille
Les œufs, vert pâle, donnent des larves vertes qui deviennent grises puis marron.

## Biologie

### Période de vol
Vanessa kershawi vole toute l'année, mais dans des lieux différents.

### Plantes-hôtes
Vanessa kershawi se nourrit surtout d'Ammobium alatum.

## Écologie et distribution
Vanessa kershawi vit essentiellement en Australie, bien que les vents d'ouest les aient dispersés dans les îles à l'est de l'Australie, y compris la Nouvelle-Zélande.

### Migration
Au printemps, en Australie, les papillons adultes migrent vers le sud à partir du nord du Queensland et de la Nouvelle-Galles du Sud. En 1889, cette migration a été si importante que les trains ont été incapables de circuler faute d'une traction suffisante en raison du grand nombre de papillons posés sur les rails.

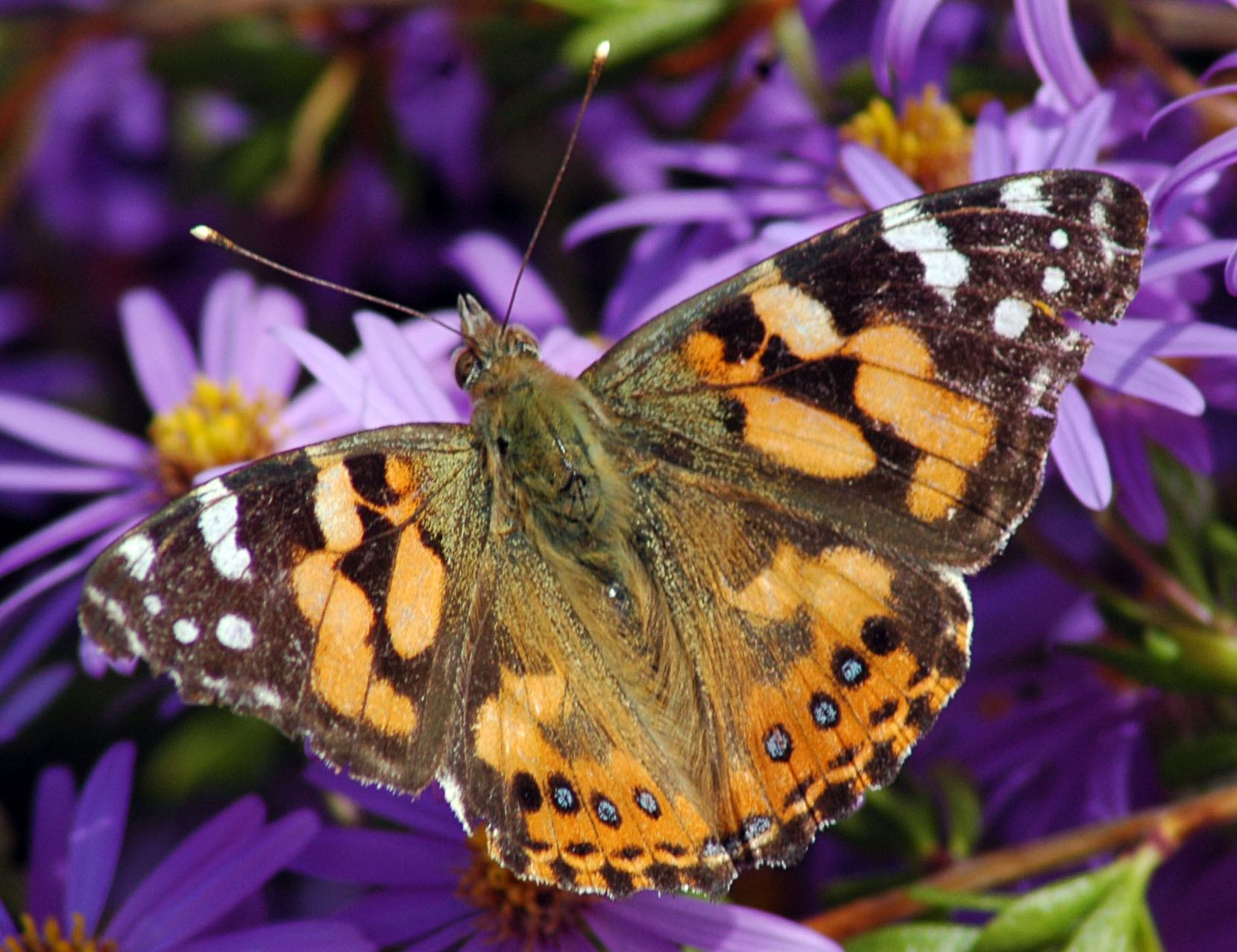
Imago aux ailes usées

### Biotope
Vanessa kershawi accepte des lieux divers mais pas les lieux arides.

### Protection
Pas de statut de protection particulier.